# Intercom du Pays Brionnais
Die Intercom du Pays Brionnais ist ein ehemaliger französischer Gemeindeverband mit der Rechtsform einer Communauté de communes im Département Eure in der Region Normandie.
Der Gemeindeverband wurde am 31. Dezember 1997 gegründet und umfasste 23 Gemeinden. Der Verwaltungssitz befand sich im Ort Brionne.

## Historische Entwicklung
Der Gemeindeverband entstand aus der Vorgängerorganisation Communauté de communes Rurales du Canton de Brionne.
Mit Wirkung vom 1. Januar 2017 fusionierte der Gemeindeverband mit
- Communauté de communes de Bernay et des Environs,
- Communauté de communes du Canton de Broglie,
- Communauté de communes du Canton de Beaumesnil sowie
- Intercom Risle et Charentonne

und bildete so die Nachfolgeorganisation Intercom Bernay Terres de Normandie.

## Ehemalige Mitgliedsgemeinden
1. Aclou
2. Le Bec-Hellouin
3. Berthouville
4. Boisney
5. Bosrobert
6. Brétigny
7. Brionne
8. Calleville
9. Franqueville
10. Harcourt
11. La Haye-de-Calleville
12. Hecmanville
13. Livet-sur-Authou
14. Malleville-sur-le-Bec
15. Morsan
16. La Neuville-du-Bosc
17. Neuville-sur-Authou
18. Notre-Dame-d’Épine
19. Saint-Cyr-de-Salerne
20. Saint-Éloi-de-Fourques
21. Saint-Paul-de-Fourques
22. Saint-Pierre-de-Salerne
23. Saint-Victor-d’Épine